# 18 til I Die
18 till I Die er et rockalbum af canadiske Bryan Adams udgivet i 1996.
Albummet er Adams syvende studiealbum og det andet album produceret af Adams/Lange. Albummet er mere rocket end makkerparrets tidligere album "Waking Up the Neighbours". 

## Spor
| Nr.           | Titel                                         | Længde |
| ------------- | --------------------------------------------- | ------ |
| 1.            | "The Only Thing That Looks Good on Me Is You" | 3:37   |
| 2.            | "Do to You"                                   | 4:11   |
| 3.            | "Let's Make a Night to Remember"              | 6:19   |
| 4.            | "18 'til I Die"                               | 3:30   |
| 5.            | "Star"                                        | 3:42   |
| 6.            | "(I Wanna Be) Your Underwear"                 | 3:18   |
| 7.            | "We're Gonna Win"                             | 2:27   |
| 8.            | "I Think about You"                           | 3:36   |
| 9.            | "I'll Always Be Right There"                  | 3:17   |
| 10.           | "It Ain't a Party If You Can't Come 'round"   | 3:47   |
| 11.           | "Black Pearl"                                 | 4:00   |
| 12.           | "You're Still Beautiful to Me"                | 5:14   |
| 13.           | "Have You Ever Really Loved a Woman?"         | 4:48   |
| Total længde: | Total længde:                                 | 51:46  |

- Albummet blev udgivet med flere forskellige kombinationer af track-rækkefølge.